# Tyrolit
Tyrolit entwickelt, produziert und vermarktet gebundene Schleifmittel sowie Betonbohr- und Sägesysteme. Mit 29 Produktionsstandorten auf fünf Kontinenten gehört die Tyrolit-Gruppe zu den weltweit führenden Herstellern von gebundenen Schleifmitteln. Der Unternehmenssitz befindet sich in Schwaz, Tirol, Österreich. Tyrolit ist ein eingetragenes Warenzeichen. Es wurde nach dem 1817 erstmals in Schwaz in Tirol gefundenen Mineral Tirolit (Tyrolit) (Kupferschaum, engl. Tyrolite) benannt.

## Unternehmensgeschichte
Tyrolit wurde am 13. Februar 1919 von Daniel Swarovski mitbegründet zur Herstellung qualitativ hochwertiger Schleifwerkzeuge für die Swarovski-Kristallproduktion. Während des Ersten Weltkrieges wurde die Swarovski-Gruppe von der Versorgung von Schleifscheiben abgeschnitten und war gezwungen, eigene Schleifscheiben zu entwickeln und zu produzieren. Nach dem Krieg beschloss Swarovski, eine separate Firma zu gründen, um Schleifscheiben zu entwickeln, herzustellen und zu vermarkten: Tyrolit wurde gegründet.
Im Jahr 1950 wurde Tyrolit aus dem Swarovski-Werk in Wattens herausgelöst und nach Schwaz verlegt. Erster Geschäftsführer wurde Walter Waizer, der in der Zeit des Nationalsozialismus die Rüstungsproduktion in Tirol vorangetrieben hatte. Einer der größten Wachstumstreiber des Unternehmens war die Markteinführung der Trenn- und Schruppscheibe mit Gewebearmierung (SECUR) im Jahr 1952. Die Glasfaserverstärkung verbesserte signifikant die Bruch- und Anwendersicherheit der Werkzeuge.
Im Jahr 1991 erwarb Tyrolit das US-Unternehmen Diamond Products und die Schweizer Firma Hydrostress. Tyrolit erweiterte mit diesen Akquisitionen erheblich seine Präsenz im Markt für Betonbohr- und Sägesysteme. Weitere größere Akquisitionen erfolgten im Jahr 2004 mit dem Kauf der tschechischen Firma Carborundum Electrite, im Jahr 2009 mit dem Kauf des US-Unternehmens Radiac sowie im Jahr 2014 mit der Übernahme von der Grinding Techniques in Afrika sowie dem Handelsunternehmen Nestag in der Schweiz. Im Jahre 2020 wurde Bibielle, ein italienischer Hersteller von Surface Conditioning Materialien, in die Tyrolit Gruppe integriert. 2022 folgte die Acquisition des türkischen Schleifmittelproduzenten Egeli Egesan.

Tyrolit wird seit 2022 von einem vierköpfigen Executive Board geführt.

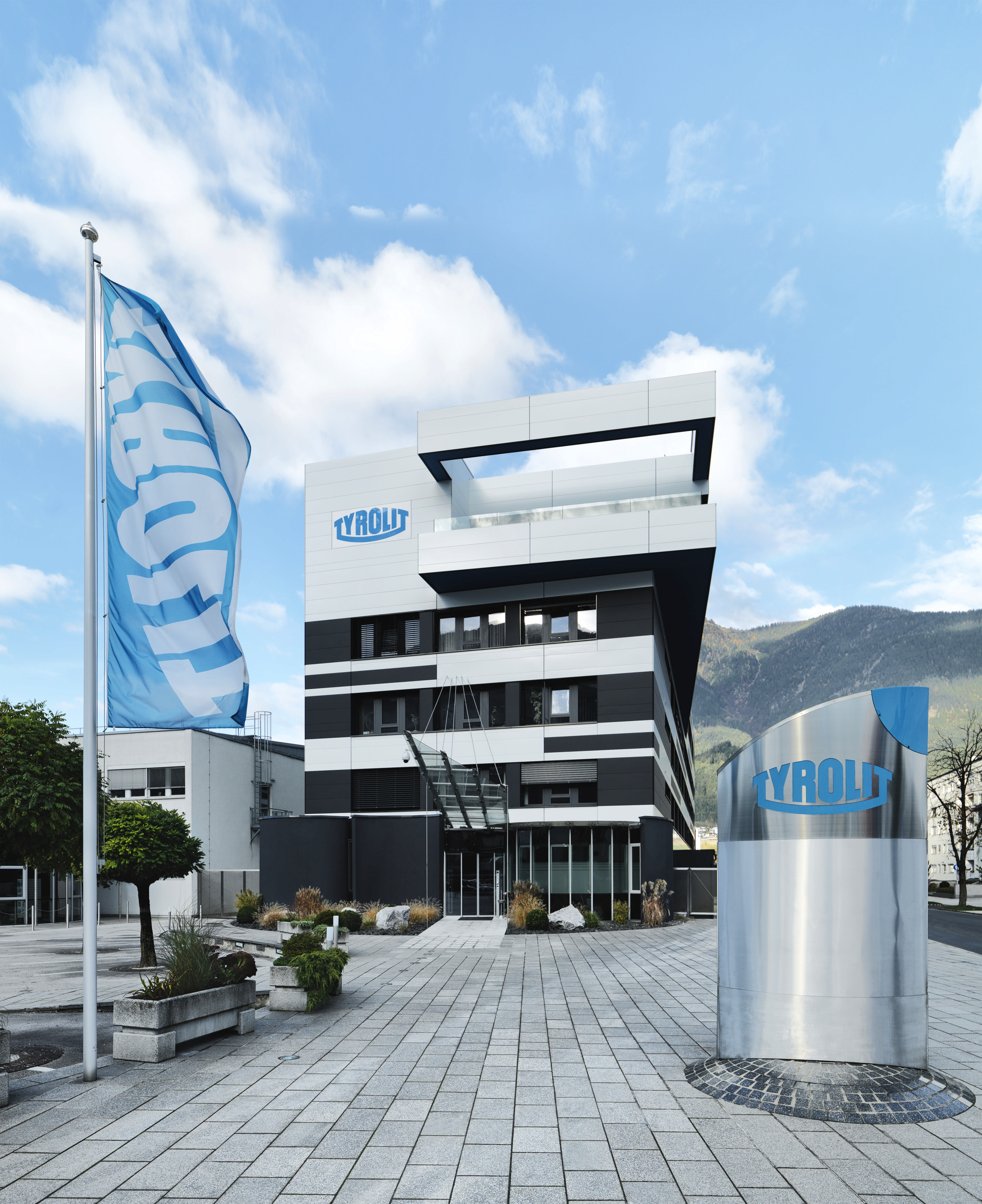
Firmensitz in Schwaz (Österreich)

## Firmenstruktur
Die Tyrolit-Gruppe besteht aus drei Sparten:
- Metallindustrien – bedient die Stahl-, Gießerei- und Präzisionsindustrie
- Bau – bedient die Bauindustrie und das Baugewerbe
- Industriefachhandel – vertreibt Lagerartikel, wie z. B. Trenn- und Schruppscheiben, über Fachhändler

## Marken
Die Tyrolit-Gruppe tritt unter folgenden Marken auf:
EMEA:
- Tyrolit: globale Marke für alle Schleifverfahren
- Tyrolit Hydrostress: Maschinen zum Schneiden, Sägen, Bohren und Schleifen von Beton
- Tyrolit Life: Schleifmittel für den Wintersport, Küchenmesser sowie weiteres Schneidzubehör in der Küche
- Carborundum Electrite: tschechischer Hersteller von konventionell gebundenen Schleifscheiben
- Grinding Techniques: südafrikanischer Hersteller von konventionell gebundenen Schleifscheiben
- Nestag: Schweizer Handelsunternehmen für die Bauindustrie
- Bibielle: italienischer Hersteller von Surface Conditioning Materialien wie z. B. Kompaktscheiben und SCM Schleifbänder
- Egeli Egesan: türkischer Hersteller von konventionell gebundenen Schleifscheiben und Schleifmitteln auf Unterlage

Amerika
- Radiac: US-Hersteller von konventionellen und superabrasiven Schleifscheiben
- Diamond Products: US-Hersteller von Diamantwerkzeugen und Maschinen für die Bauindustrie

Asien:
- Olympus: Thailändischer Hersteller von Schleifwerkzeugen für den industriefachhandel
- SISA: Chinesischer Hersteller von keramischen Schleifkörnungen und gebundenen Schleifscheiben